# 中道詩織
中道 詩織（なかみち しおり、1997年4月24日 - ）は、元日本のフジテレビ系列（FNN・FNS）の福井テレビ（ftb）の女子アナウンサー。

## 来歴
福井県出身。
福井県立武生高等学校、中央大学法学部卒業。2018年度「Miss Chuo Contest2018」準グランプリ（グランプリは現在、OHK岡山放送アナウンサーの中塚美緒）。
2019年（平成31年）1月からは、芸能事務所「セント・フォース」の学生部門「スプラウト」所属となり、同年2月からは、テレビ東京系の経済系ドキュメンタリー番組で、トラスコ中山1社提供の「知られざるガリバー〜エクセレントカンパニーファイル〜」に出演し、ファイリングリポーターを担当したほか、FM SalusとFMしながわ、イッツコムチャンネル10で放送のラジオ・テレビ番組「gee up sprout」のパーソナリティも不定期で務めた。
また、2019年（令和元年）8月9日にフジテレビ系列で放送された「TEPPEN2019〜夏の陣」の芸能界ピアノNo. 1決定戦にも出場。
中央大学法学部卒業後の2020年（令和2年）4月1日にftbに入社し、同年6月1日夜の定時ローカルニュース番組「福井新聞ニュース」の担当でデビュー。
2021年（令和3年）3月26日には、ftbの平日夕方の情報番組「おかえりなさ〜い」に出演。1999年（平成11年）4月1日に放送が始まった同番組はこの日が最終回で、中道アナウンサーの出演は、これが最初で最後になった。
入社2年目となる2021年4月からは、定時ニュースのほか、毎週日曜午前8時半からの「タイムリーふくい」のキャスター、平日午後6時9分からの「Live News イット!」の福井県版に当たる「福井テレビ Live News イット!」のフィールドキャスターを務めていた。
2023年（令和5年）3月末をもって、福井テレビを退社した。

## 人物
- 血液型A型、身長162cm、スリーサイズ非公表。
- 趣味はクラシック音楽鑑賞、ゴルフ。特技はピアノ、弓道、カニの解体。資格は珠算検定2段。
- 2006年入社で、香川県出身の原渕由布奈アナウンサーは、中道アナの先輩に当たり、大学も同じ中央大学（原渕アナは商学部、中道アナは法学部）である。

## 過去の担当番組
- 定時ニュース
- 福井テレビ Live News イット!（フィールドキャスター）
- タイムリーふくい